# Anaïs Michel
Anaïs Michel (Langres, 12 de enero de 1988) es una deportista francesa que compite en halterofilia.
Ganó tres medallas en el Campeonato Europeo de Halterofilia entre los años 2013 y 2018. Participó en los Juegos Olímpicos de Tokio 2020, ocupando el séptimo lugar en la categoría de 49 kg.

## Palmarés internacional
| Campeonato Europeo | Campeonato Europeo | Campeonato Europeo | Campeonato Europeo |
| Año                | Lugar              | Medalla            | Categoría          |
| ------------------ | ------------------ | ------------------ | ------------------ |
| 2013               | Tirana (Albania)   | Medalla de bronce  | 48 kg              |
| 2017               | Split (Croacia)    | Medalla de oro     | 48 kg              |
| 2018               | Bucarest (Rumania) | Medalla de plata   | 48 kg              |